# リスト・フェレンツ音楽大学

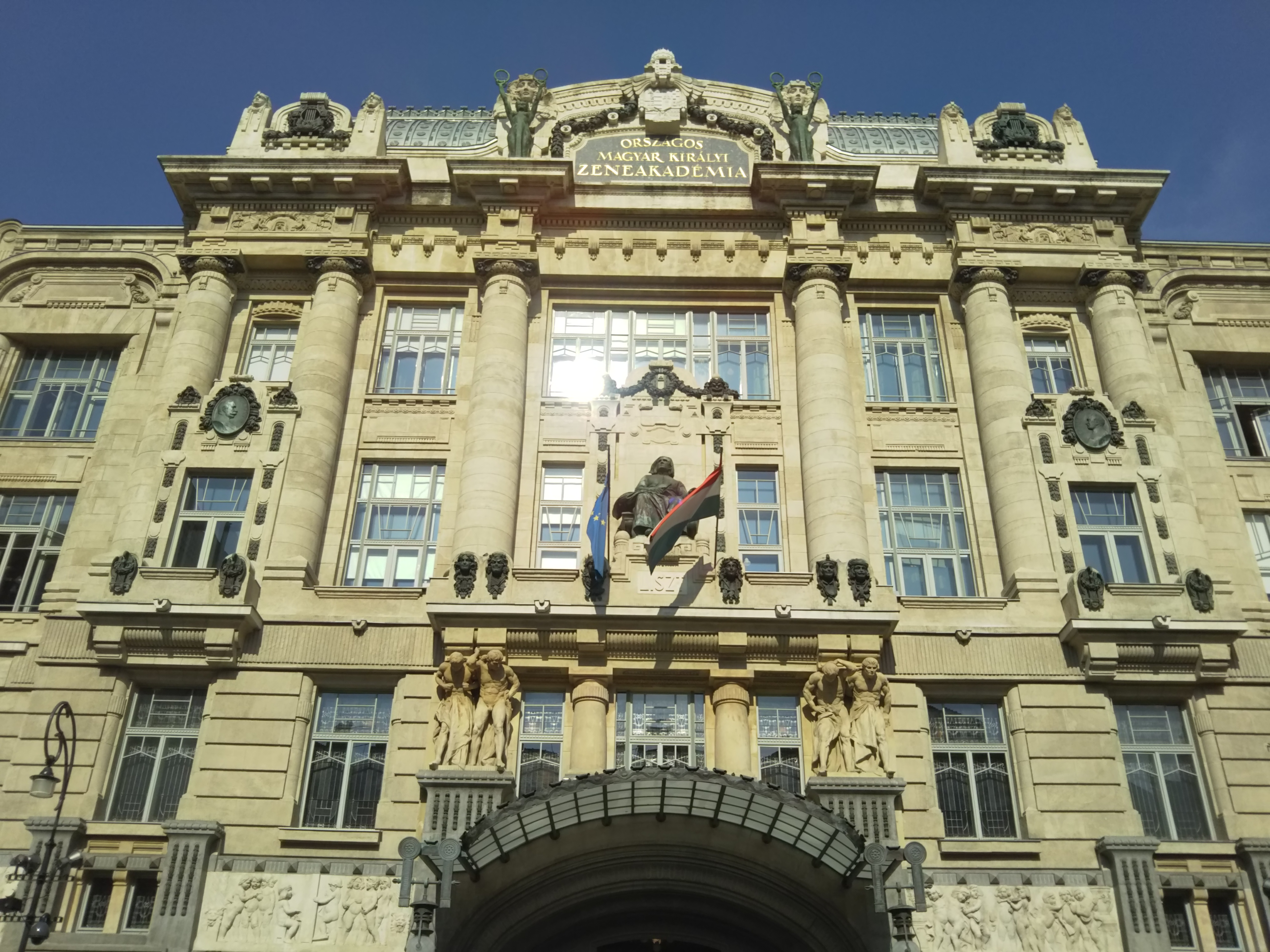
リスト音楽院 改装後

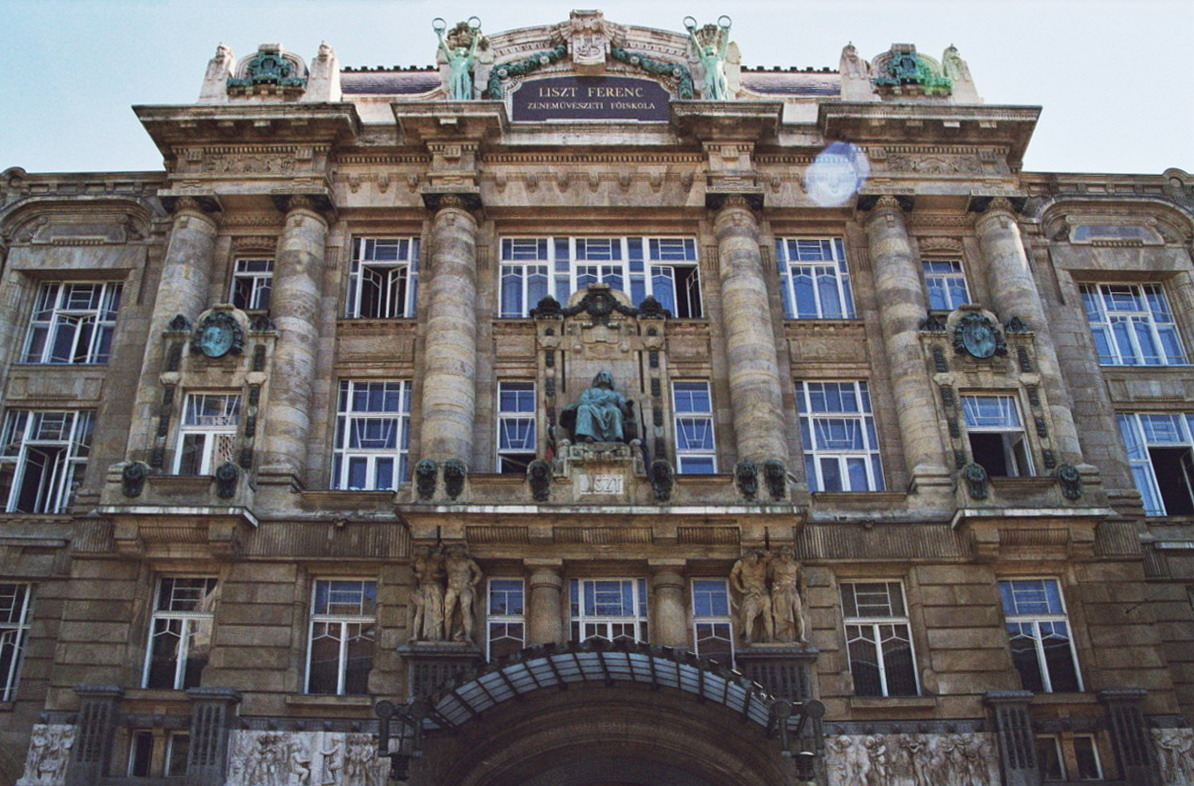
リスト音楽院 改装前

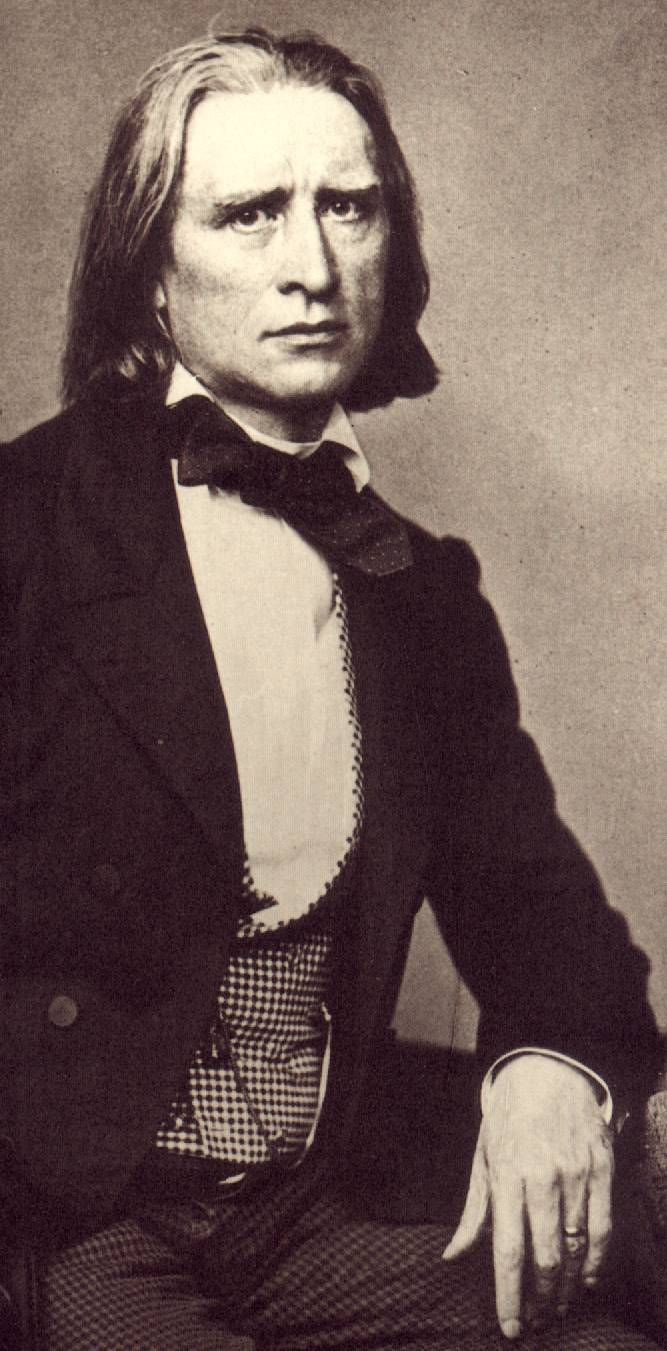
1858年のフランツ・リスト

リスト・フェレンツ音楽大学（リスト・フェレンツおんがくだいがく、ハンガリー語: Liszt Ferenc Zeneművészeti Egyetem リスト・フェレンツ・ゼネミューヴェーセティ・エジェテム, 地元内での通称：Zeneakadémia ゼネアカデーミア, 英語：Franz Liszt Academy of Music）は、ハンガリーの首都ブダペストに拠点を構える音楽大学である。日本語では従来より「リスト音楽院」表記の方がより普及している。現地語での学校名を厳密に日本語へ訳すと、zeneművészetiは名詞の形容詞形であり、zeneは音楽、művészetは芸術を意味し、egyetemは大学であるので、リスト・フェレンツ音楽芸術大学となる。略称：LFZE。

## 概要
1867年オーストリアハンガリー二重帝国成立後、ハンガリーにおける高等音楽教育の必要性を考えた貴族、政治家、芸術家らにより、欧州を代表する芸術家として著名なリスト・フェレンツ（フランツ・リスト）を代表とする音楽院の設立への機運が高まった。当時ハンガリー国内の中等音楽学校として、ナジメズー通りの音楽学校 a pesti Nemzeti Zenede（現バルトーク音楽高校）が存在したが、高等教育レベルの学校はなかったため各国の音楽院を参考に計画された。1873年にハンガリー王国議会にて王立音楽院設立が議題にのぼり、トレフォート・アーゴシュトン教育大臣により専門家委員会設置されたものの予算不足から実現に至らなかった。しかし翌1874年にも国会の議題となり、ここで王立音楽院の設立が可決された。リストを代表とする音楽院としてハンガリー国王（オーストリア皇帝）フランツ・ヨーゼフ１世による許可もおりた。当初リストは教授陣の選定を考えて少し先の開校を考えていたが、トレフォート大臣は1875年3月21日にリストを総長に任命し、同年9月2日にエルケルを学長に任命して10月1日（1875-1876シーズン）開校を命じた。初シーズン前期は入試に時間を要し、11月14日に始業式、レッスンはその翌日からとなり、リストを総長（＝初代総長そしてその後総長の地位は設定無しのため永代総長）、エルケル・フェレンツを学長（1886-1887シーズンまで）として学期をスタートしたが、リスト自身は不在のままの開校となった。当時の授業は才能ある若手音楽家へのマスターコースの形式であった。
初年度の科目：和声法と作曲、対位法、オーケストレーション、音楽史、音楽美学、ハンガリー語の歌唱における韻律法、ハンガリー音楽（予定）、最高位のピアノ芸術
初年度の教員（5人）：リスト・フェレンツ（マスターピアノ）、エルケル・フェレンツ（ピアノと作曲）、ロベルト・フォルクマン（作曲）、アーブラーニ・コルネール（作曲、美学、理論、ハンガリー音楽、音楽史などの非常勤講師および事務局長）、ニコリッチ・シャーンドル（作曲の助教授）
初年度の学生数：38人（リストは1876年2月15日にブダペストへ到着し、3月2日からレッスンを開始した。第一期生から9人のみがリストのクラスに選抜された）
第一の校舎は現在は地図上に存在しないHal tér（魚広場）という、現ブダペスト五区のエリザベート橋とドナウ川そばのアパートメントであった。1871年にナードル通りに住居を構えていたリストは1873年にここへ転居していた。
概要欄出典。
第二の校舎（3階建ての新ルネサンス様式建造物）はラーング・アードルフによって設計され、1877年から1879年にかけて、現在のアンドラーシ通り沿いに建てられた。リストが1881年から1886年まで住んでいたこの建物（北緯47度30分25.3秒 東経19度03分59.7秒 / 北緯47.507028度 東経19.066583度）は現在、2階がリスト記念博物館となっていて「旧音楽院」と呼ばれ、かつての役目はファルカシュ・ゾルターンが1934年に作った飾り額に記されている。
その後、音楽院は新たな校舎が必要となり、1907年に完成（工期4年）、旧校舎は売却された。1907年5月12日に本校舎がオープンするとき、建物が位置する幅の広いジャール通り（Gyár utca）が、リスト・フェレンツ広場（Liszt Ferenc tér）へと改名された。本校舎の一角にリストの遺産を保管展示していたが、教室を増やす必要もあり1980年代初頭に教育省が旧校舎の建物を買い取り、音楽院の所属建物とした。その後、リストの遺産も移されリスト記念館が1986年9月にオープンした。
現在、アール・ヌーヴォー様式の本校舎はブダペストの最も著名な建築物の一つに数えられている。当時の文化大臣ヴラッシチ・ジュラ男爵の要請により、コルブ・フローリシュとギールグル・カールマーンによって設計された。設計コンセプトにはフリードリヒ・ニーチェ「悲劇の誕生」の影響があり、全体をデロス島のアポローン神殿と仮定し、内装にはアポロン―ディオニュソス双方の特徴を随所に配置したものとなっている。そのため建物下段を縁取るように波の文様が走り、2つの角には埠頭をイメージした保護石があり、建物正面はギリシャ神殿の特徴である石柱が立ち、シュトローブル・アラヨシュによるリストの彫像はその石柱の中央に鎮座している。建物の内部はケレシュフェーイ＝クリエシュ・アラダールによるフレスコ画、ジョルナイ製作の陶芸とタイル、著名なステンドグラス製作者ロート・ミクシャによる装飾ガラス窓とステンドグラスとモザイク画、幾つかの彫像（バルトーク・ベーラを含む）によって装飾されている。本校舎は修復のために2010年から閉鎖されていたが、2013年に修復を終え、高等教育およびコンサート会場としての、ブダペストの音楽生活における中核的機能を取り戻した。
改修工事前から校舎の増加が始まり、現在では本校舎、旧校舎、センメルヴェイス通りの教育校のほか、リゲティ・ジェルジ校舎、ケズテレク通り校舎、ウッリューイ通り校舎と全6校舎にて運営されている。
リスト音楽大学の教育上特筆するべき点は、専攻楽器によるソロ演奏だけではなく、室内楽も重視されることである。

## 名称の変遷
1875年11月14日にハンガリー王立音楽院（ハンガリー語: Országos Magyar Királyi Zeneakadémia）という名称で設立されたが、1887年に俳優塾（Országos Színésztanoda）が改組された国立俳優学校（Országos Színésziskola）と合併し、1893年までハンガリー王立音楽演劇学院（Országos Magyar Királyi Zene és Színházművészeti Akadémia）となっていた。
1918年秋の文部省令により1919年1月より名称は国立ハンガリー音楽専門学校（Országos Magyar Zeneművészeti Főiskola）となり、さらに1925年に創設者フランツ・リスト（リスト・フェレンツ）の名前を付けてリスト・フェレンツ音楽専門学校（Liszt Ferenc Zeneművészeti Főiskola）となる。
1952年の学制改革で音楽専門学校は大学（egyetem）と同じ5年制となった。
1971年にはハンガリー人民共和国幹部会1971年幹部会令第20号によりリスト・フェレンツ音楽専門学校は名称は専門学校（főiskola）のまま“大学扱い”となったが、さらにハンガリー人民共和国の高等教育機関に関する1986年幹部会令第13号により“大学”とされた。
高等教育機関網改組および高等教育に関する1993年法律第80号の改正に関する1999年法律第52号により2000年1月1日より現在のリスト・フェレンツ音楽大学という名称となる。

## 教育制度
現在、3年制の学士（BA）、2年制の修士（MA）そして3年制の博士課程（PhDまたはDLA）が開設されている。ハンガリーにおいては、学士課程および修士課程は大学の正規の課程に属し、博士課程はある程度の独立性を持った大学院として運営されている。
大学では、伝統的なクラシック音楽に関する分野（演奏、作曲、音楽理論など）のほかに、教会音楽、ジャズ、ハンガリーの民俗音楽などを専攻することもできる。これらのほとんどは英語でも履修可能であり、外国人の学生に対しても門戸が開かれている。また、これらの分野のほとんどは博士課程においても専攻することができる（ただし、博士課程は現時点ではハンガリー語でしか履修できないが、将来的には英語での履修も可能になる予定である）。
「特別な才能を持った子供たちのための特別課程」（Special School for Exceptional Young Talents）が大学進学前の子供を対象に開設されている。これはしかし、ハンガリー語の正式名称「準備課程」（Előkészítő Tagozat）が示すようにあくまで大学進学への準備といった位置づけであり、大学課程と混同しないよう注意が必要である。

## 関連人物
- ヴァーシャーリ・タマーシュ
- ヴィドフスキ・ラースロー
- ヴェイネル・レオー
- ヴェレッシュ・シャーンドル
- カールマーン・イムレ
- ハンス・ケスラー
- コダーイ・ゾルターン
- コチシュ・ゾルターン
- ヴェーグ・シャーンドル
- シャーンドル・ジェルジ
- シュタルケル・ヤーノシュ
- ショルティ・ジェルジ
- シフ・アンドラーシュ
- ツィフラ・ジェルジ
- ドラーティ・アンタル
- 夏目純一
- パウク・ジェルジ
- バルトーク・ベーラ
- ファルヴァイ・シャーンドル
- ペレーニ・ミクローシュ
- リゲティ・ジェルジュ
- レイネル・フリジェシュ
- レンドヴァイ・カミルロー
- パウル・アブラハム